# Groupe d'astronautes 2

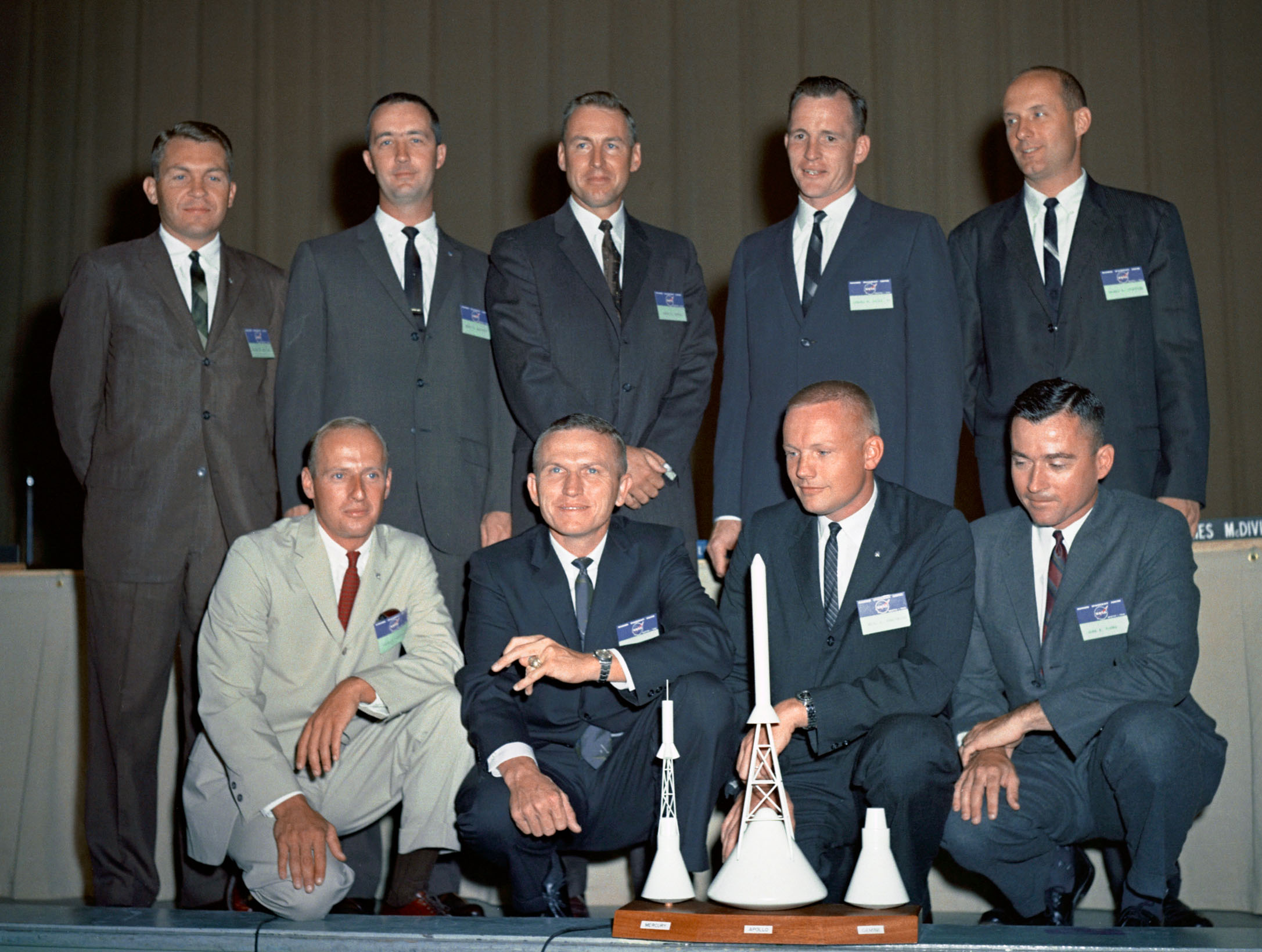
Le groupe d'astronautes 2 en 1962 :
Derrière : Elliot See, James McDivitt, James Lovell (dit Jim Lovell), Edward White (dit Ed White) et Thomas Stafford (dit Tom Stafford).
Devant : Charles Conrad (dit Pete Conrad), Frank Borman, Neil Armstrong et John Young. Devant eux se trouvent des modèles des vaisseaux spatiaux Mercury, Apollo et Gemini.

Le groupe d'astronautes 2 de la National Aeronautics and Space Administration (NASA), également connu sous le nom de Next Nine (« Prochain neuf ») et de New Nine  (« Nouveau neuf »), est le deuxième groupe d'astronautes sélectionnés pour le programme spatial habité des États-Unis. Leur sélection est annoncée le 17 septembre 1962. Le groupe augmente ainsi le nombre d'astronautes résultant de la première sélection, les Mercury Seven.
Le président des États-Unis John Fitzgerald Kennedy avait annoncé le programme Apollo le 25 mai 1961 avec l'objectif ambitieux de faire marcher un homme sur la Lune d'ici la fin de la décennie, et plus d'astronautes étaient donc nécessaires pour piloter les vaisseaux spatiaux Gemini à deux hommes et Apollo à trois hommes qui sont alors en cours de développement. Les Mercury Seven avaient été sélectionnés pour accomplir la tâche plus simple du vol orbital dans des postes de pilotage monoplaces, mais les nouveaux défis que posaient un rendez-vous spatial ou un alunissage conduisirent à la sélection de candidats titulaires d'un diplôme d'ingénieur avancé (pour quatre des neuf) en plus d'une expérience de pilote d'essai.
Les neuf astronautes du groupe sont Neil Armstrong, Frank Borman, Charles Conrad (dit Pete Conrad), James Lovell (dit Jim Lovell), James McDivitt, Elliot See, Thomas Stafford (dit Tom Stafford), Edward White (dit Ed White) et John Young. Les Next Nine sont le premier groupe d'astronautes à inclure des pilotes d'essai civils : See ayant volé pour General Electric et Armstrong ayant piloté l'avion-fusée North American X-15 pour la NASA.
Individuellement, Edward White, effectuera la première sortie extravéhiculaire américaine (1965) mais aura un destin tragique lors de l'incendie d'Apollo 1 (1967). Frank Borman, dirigera Apollo 8, la première expédition vers la Lune (1968). Neil Armstrong sera le premier homme à poser le pied sur la Lune lors d'Apollo 11 (1969). Charles Conrad commandera le deuxième alunissage (1969) puis Skylab, la première station spatiale américaine (1973). James Lovell sera le premier homme à effectuer quatre vols spatiaux (1970) et survivra avec ses deux camarades à la mission Apollo 13 (1970). Thomas Stafford participera au tout premier vol avec les Soviétiques, Apollo-Soyouz (1975). Enfin John Young passera trois jours sur la Lune (1972) et commandera la toute première mission de la navette spatiale (1981) pour finir avec un total de six vols (1983). Finalement, six des neuf astronautes voleront vers la Lune — Lovell et Young deux fois — et Armstrong, Conrad et Young marcheront dessus. Sept des neuf recevront la médaille d'honneur de l'espace du Congrès.

## Contexte

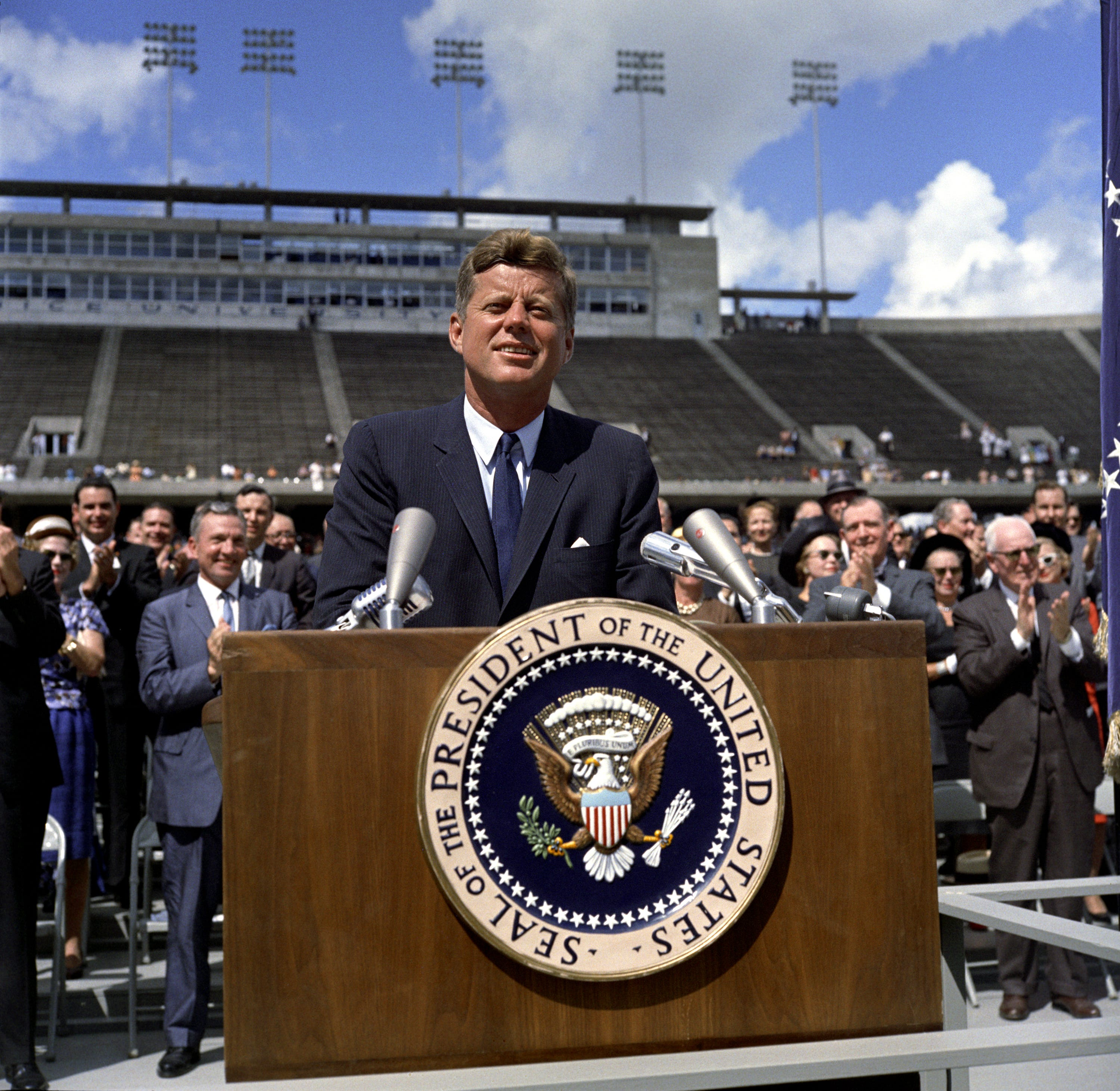
Le président John Fitzgerald Kennedy lors de son discours We choose to go to the Moon à l'université Rice de Houston le 12 septembre 1962.

Le lancement du satellite Spoutnik 1 par l'Union des républiques socialistes soviétiques (URSS) le 4 octobre 1957 déclenche une compétition technologique et idéologique de la guerre froide avec les États-Unis connue sous le nom de « Course à l'espace ». La démonstration de l'infériorité technologique américaine est un choc profond pour le public américain. En réponse à la « crise du Spoutnik », une nouvelle agence civile, la National Aeronautics and Space Administration (NASA) est créée pour superviser un programme spatial américain. Le Groupe de travail sur l'espace (Space Task Group, STG) du centre de recherche Langley à Hampton, en Virginie, créé un projet américain de vol spatial avec équipage appelé programme Mercury. La sélection des premiers astronautes, connus sous le nom de Mercury Seven, est annoncée le 9 avril 1959.
En 1961, bien qu'il n'ait pas encore envoyé de personne dans l'espace, le STG est convaincu que le programme Mercury a surmonté ses revers initiaux et que les États-Unis dépassent l'Union soviétique en tant que nation la plus avancée en matière de technologie spatiale. Le STG commence à envisager le Mercury Mark II, un successeur avec un poste de pilotage à deux hommes du vaisseau spatial Mercury. Cette confiance est brisée le 12 avril 1961, lorsque l'Union soviétique lance Vostok 1 et que le cosmonaute Youri Gagarine devient la première personne à orbiter autour de la Terre. En réponse, le président Kennedy annonce un objectif beaucoup plus ambitieux le 25 mai 1961 : envoyer un homme sur la Lune d'ici la fin de la décennie dans un discours devenu célèbre : We choose to go to the Moon. Le programme ayant pour objectif de faire alunir un homme sur la Lune a déjà un nom : le programme Apollo. Le concept de vaisseau spatial Mercury II pour deux personnes, intermédiaire pour ce but, est officiellement annoncé par le chef du STG, Robert Gilruth, le 7 décembre 1961, et le 3 janvier 1962, il est officiellement nommé dans le cadre de programme Gemini.
Le 18 avril 1962, la NASA annonce officiellement qu'elle accepte les candidatures pour un nouveau groupe d'astronautes qui aideraient les astronautes du programme Mercury et les rejoindraient dans les missions du programme Gemini. Il est d'ores et déjà prévu qu'ils pourront continuer sur les missions du programme Apollo. Contrairement au processus de sélection des Mercury Seven qui s'est déroulé en secret, cette sélection fait l'objet d'une large publicité et des annonces publiques avec les critères de sélection sont communiquées aux compagnies aériennes, aux agences gouvernementales et à la Society of Experimental Test Pilots (SETP).

## Critères de sélection
« En ce moment, au début, nous choisissons des pilotes d'essai expérimentés, non pas parce qu'ils sont des pilotes de chasse, mais parce qu'ils ont de l'expérience dans la gestion de nouvelles machines, dans des situations inhabituelles [et] qu'ils ont peur de mourir tout en réagissant correctement. Nous ne disons pas une minute que personne, à l'exception des pilotes d'essai, n'a cette expérience. Mais ce groupe possède également la formation d'ingénieur que nous recherchons pour lancer nos programmes. »

— Virgil Grissom, en février 1963.
Les cinq critères de sélection minimaux sont, :
- être un pilote d'essai expérimenté, avec 1 500 heures de vol en tant que pilote d'essai, qui est diplômé d'une école de pilote d'essai militaire, ou a une expérience de pilote d'essai avec la NASA ou l'industrie aéronautique ;
- a piloté des avions à réaction à hautes performances ;
- a obtenu un diplôme en génie ou en sciences physiques ou biologiques ;
- est un citoyen américain, âgé de moins de 35 ans et mesurant 1,83 mètre ou moins ;
- et être recommandé par son employeur.

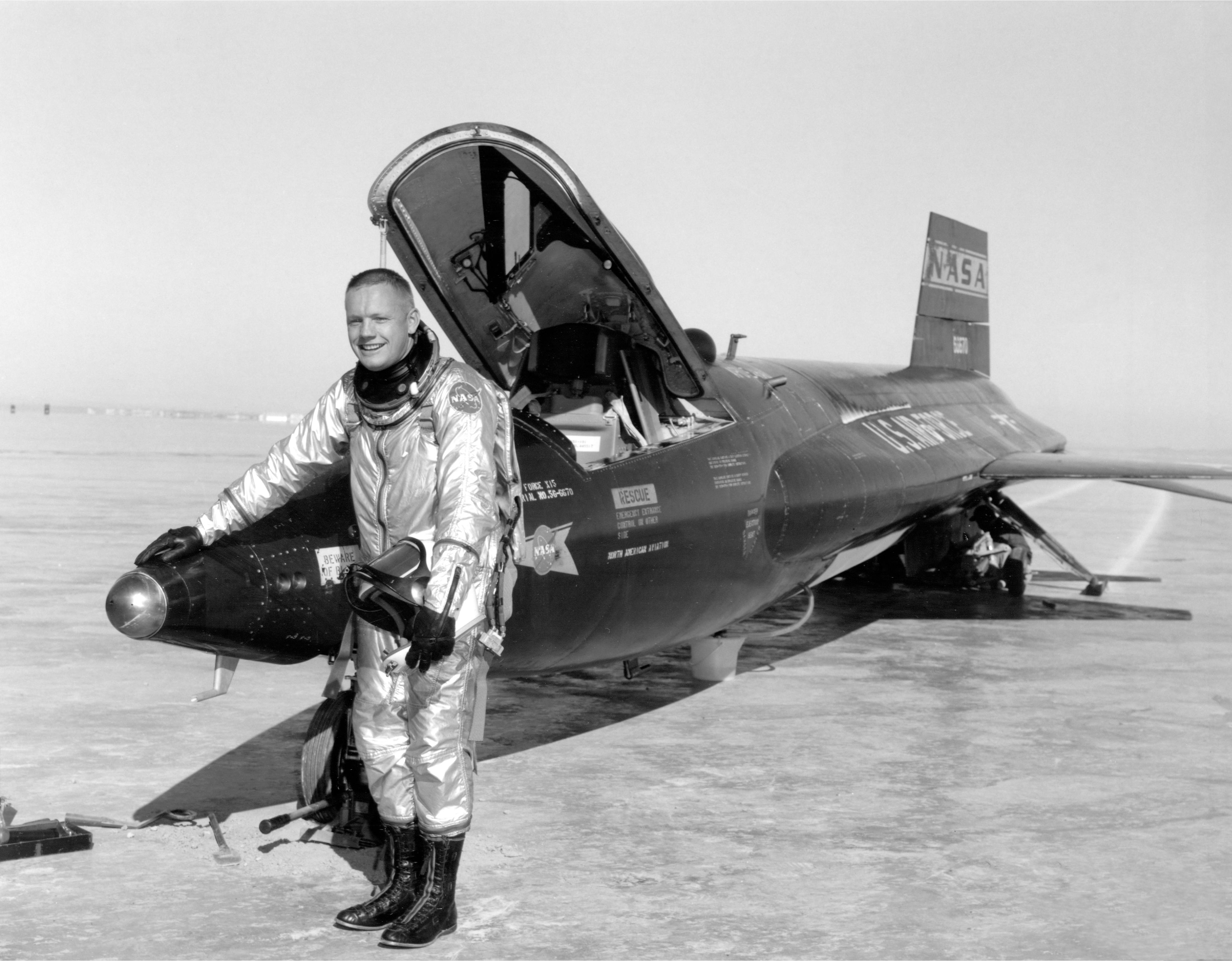
Neil Armstrong, sélectionné dans le groupe 2, à côté d'un avion-fusée North American X-15 le 9 décembre 1960.

Les critères différent de ceux de la sélection du premier groupe d'astronautes (les Mercury Seven) à plusieurs égards. Le vaisseau spatial Gemini devant être plus spacieux que celui de Mercury, l'exigence de taille est légèrement assouplie. Cela rend notamment Thomas Stafford (dit Tom Stafford) éligible. Un diplôme d'études universitaires est désormais exigé, mais peut être en sciences biologiques. Les pilotes d'essai civils sont désormais éligibles, mais l'exigence d'expérience dans les avions à réaction à « hautes performances » favorise ceux qui ont une expérience récente et les pilotes de chasse par rapport à ceux qui ont une expérience sur des avions multimoteurs comme l'astronaute sélectionné au premier groupe Scott Carpenter. La limite d'âge est abaissée de 40 à 35 ans car, si le programme Mercury est un projet à court terme, le programme Apollo va durer au moins jusqu'à la fin de la décennie. Les critères de sélection modifiés signifient que le comité de sélection ne peut pas simplement sélectionner un autre groupe parmi les finalistes du premier groupe,,.
À cette époque, Jerrie Cobb, une pilote primée, fait pression pour que les femmes soient autorisées à devenir astronautes. En 1961, elle est l'une des treize femmes connues sous le nom de Mercury 13 qui réussissent les mêmes tests d'évaluation médicale que ceux donnés aux astronautes des Mercury Seven, dans le cadre d'un projet de l'armée de l'air américaine (USAF) qui évaluait la capacité des femmes à effectuer des vols spatiaux. Bien que les femmes ne sont pas empêchées de postuler pour devenir astronautes à la NASA en 1962, l'exigence d'une expérience de pilote d'essai à réaction les exclues de facto. L'administrateur de la NASA, James E. Webb, souligne ce point dans une déclaration à la presse au printemps 1962, ajoutant : « Je ne pense pas que nous soyons impatients de mettre une femme ou toute autre personne d'une race ou d'une croyance particulière en orbite uniquement dans le but de les mettre là ».

## Processus de sélection
L'United States Navy (USN) et l'United States Marine Corps (USMC) soumettent les noms de tous leurs candidats qui répondent aux critères de sélection, mais l'United States Air Force (USAF) mène son propre processus de sélection interne et ne soumet que les noms de onze candidats. L'armée de l'air leur fait suivre une brève formation en mai 1962 sur la façon de parler et de se conduire pendant le processus de sélection de la NASA, afin de maximiser leurs chances. Le général Curtis LeMay leur dit également : « Il y a beaucoup de gens qui diront que vous désertez l'Air Force si vous êtes accepté à la NASA. Eh bien, je suis le Chief of Staff of the United States Air Force, et je veux que vous sachiez que je vous veux dans ce programme. Je veux que vous y réussissiez, et c'est votre mission dans l'Armée de l'Air. Je ne vois rien de plus important ».

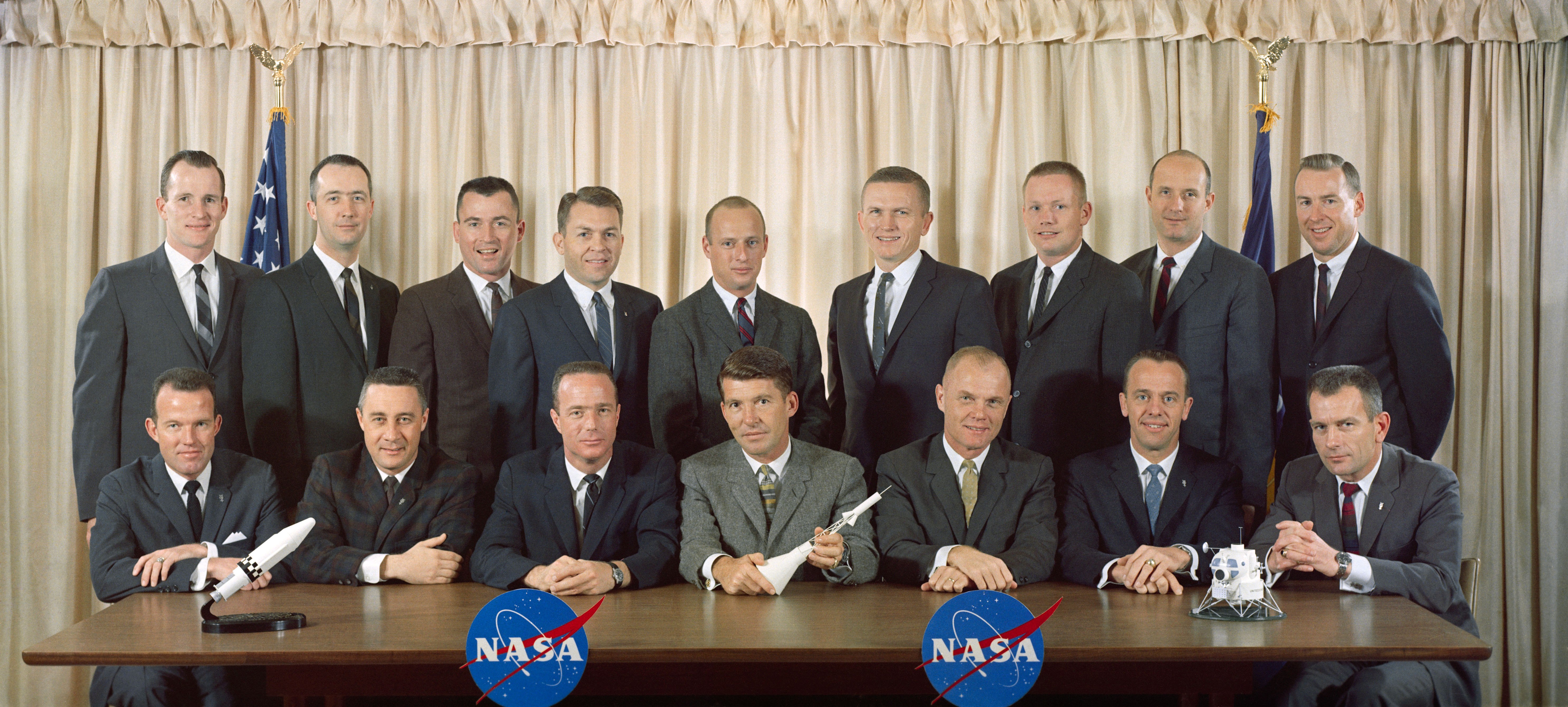
Les deux premiers groupes d'astronautes sélectionnés par la NASA. Les Mercury Seven sont assis devant, avec les Next Nine derrière eux.

Au total, 253 candidatures sont reçues à la date limite fixée du 1er juin 1962. Neil Armstrong soumet sa candidature une semaine après la date limite, mais Walter C. Williams, le directeur associé du Groupe de travail sur l'espace, veut Armstrong pour le programme spatial et demande donc à Richard Day, qui agit en tant que secrétaire du comité de sélection, de l'ajouter à la pile de candidatures dès son arrivée. Paul Bikle, le directeur du Flight Research Center de la NASA, et donc le patron d'Armstrong, refuse toutefois de recommander Armstrong pour la sélection des astronautes parce qu'il a des doutes quant à ses performances.
Le comité de sélection est composé de trois personnes : les astronautes Alan Shepard et Donald Slayton (dit Deke Slayton) et du pilote d'essai de la NASA Warren J. North. Williams a également participé à certaines sessions. Ces derniers réduisent les candidats à 32 finalistes parmi lesquels ils espèrent sélectionner entre cinq et dix nouveaux astronautes. Neuf des onze candidats de l'USAF sont choisis comme finalistes, et l'un de ceux qui ont été rejetés, Joe Engle, sera finalement sélectionné avec le groupe d'astronautes 5 en 1966. Parmi les autres, treize appartiennent à l'USN, quatre sont des marines de l'USMC et six sont des civils. Quatre sont des finalistes dans la sélection des Mercury Seven : Charles Conrad (dit Pete Conrad), James Lovell (dit Jim Lovell), John Mitchell et Robert Solliday. Lovell n'avait pas été sélectionné pour le premier groupe en raison d'une numération sanguine élevée en bilirubine.
Les finalistes sont envoyés à la base aérienne Brooks de San Antonio pour des examens médicaux. Les tests y sont sensiblement les mêmes que ceux utilisés pour sélectionner le premier groupe. Un candidat mesure 5 cm de trop. Quatre autres sont éliminés sur la base d'examens des oreilles, du nez et de la gorge. Les 27 autres se sont ensuite rendus à la base aérienne d'Ellington près de Houston, où le Manned Spacecraft Center (MSC, futur centre spatial Lyndon B. Johnson) est en cours de création. Ils sont questionnés individuellement par le jury de sélection.

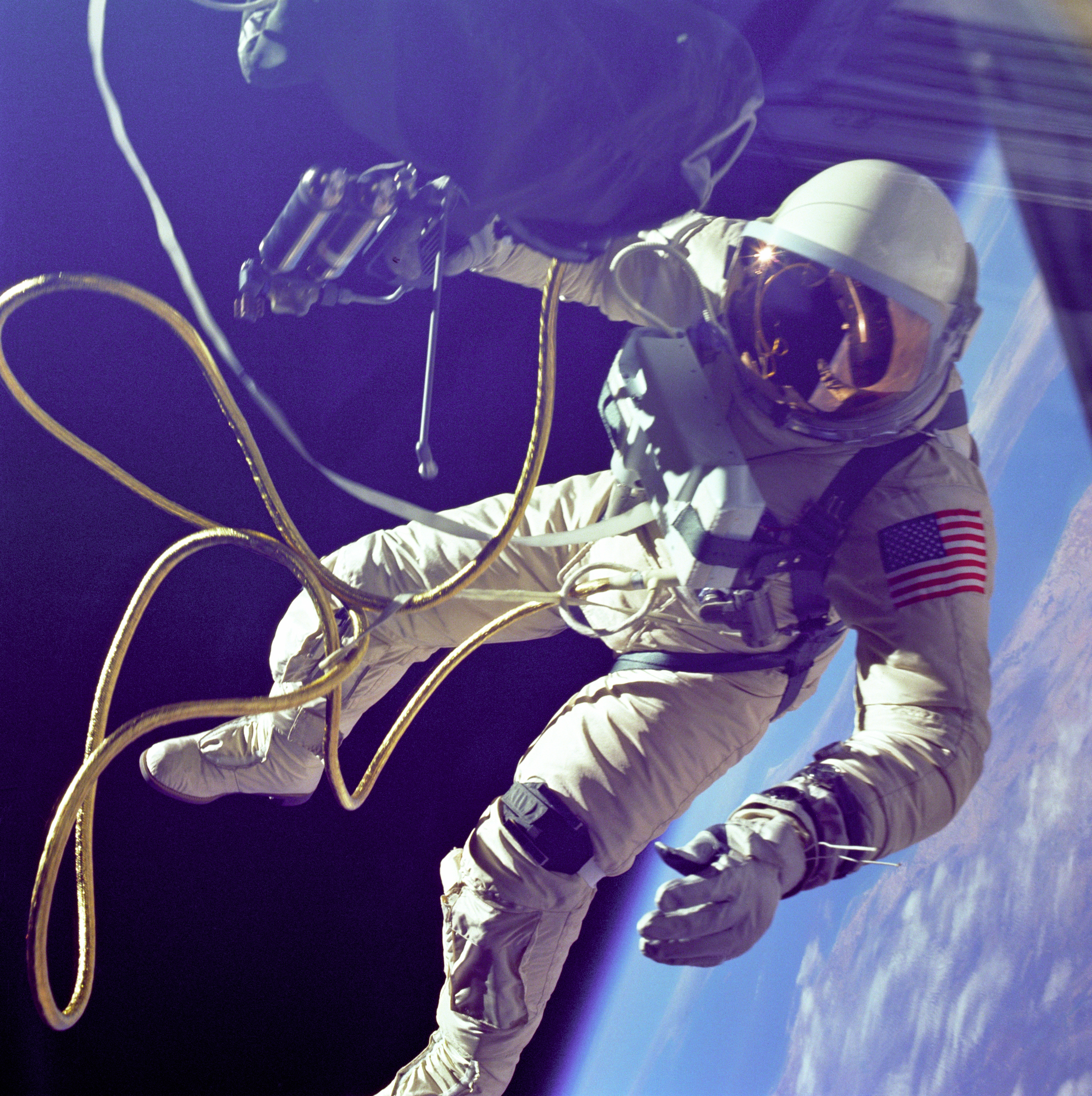
Edward White lors de sa sortie dans l'espace en 1965 lors de Gemini 4. Il est le premier Américain et le deuxième homme (après le cosmonaute Alexeï Leonov lors de Voskhod 2) à le faire.

Neuf candidats sont sélectionnés et leurs noms transmis à Gilruth pour approbation. Slayton informe chacun d'eux par téléphone le 14 septembre. Les neuf sont Neil Armstrong, Frank Borman, Charles Conrad (dit Pete Conrad), James Lovell (dit Jim Lovell), James McDivitt, Elliot See, Thomas Stafford (dit Tom Stafford), Edward White (dit Ed White) et John Young. Ils arrivent à Houston le 15 septembre. Pour éviter de prévenir les médias, tous s'enregistrent au Rice Hotel de Houston sous le nom de Max Peck, le directeur général. Le 17 septembre, les médias se pressent dans l'auditorium Cullen de 1 800 places de l'université de Houston pour l'annonce officielle, mais c'est un événement plus discret que le dévoilement du premier groupe trois ans auparavant.
Comme pour ceux qui ne sont pas retenus dans la sélection des Mercury Seven, la plupart des finalistes de ce deuxième groupe poursuivent des carrières distinguées. Trois obtiennent des grades élevés : William E. Ramsey est devenu vice-amiral dans la Marine, William H. Fitch (en), lieutenant général dans le Corps des Marines et Kenneth Weir, général de division dans le Corps des Marines. Quatre deviendront finalement des astronautes de la NASA lors de sélections ultérieures : Alan Bean, Michael Collins et Richard Gordon en 1963, et Jack Swigert en 1966. Francis G. Neubeck sera lui sélectionné comme astronaute pour le programme Manned Orbiting Laboratory (MOL), mais ne volera jamais dans l'espace.

## Profils des astronautes sélectionnés
Comme les Mercury Seven, tous les Next Nine sont des hommes blancs, et tous sont mariés avec en moyenne deux enfants. Par contre, contrairement aux Mercury Seven, tous ne sont pas protestants : McDivitt est le premier catholique choisi comme astronaute,. Conrad, Lovell et Young sont de la marine ; Borman, McDivitt, Stafford et White de l'armée de l'air ; et Armstrong et See sont des civils, bien que tous deux aient déjà servi dans la marine. Tous sont des pilotes d'essai, et Borman et McDivitt sont également les premiers diplômés de l'Aerospace Research Pilot School (ARPS).
Leur âge moyen au moment de la sélection est de 33 ans et un mois, contre 34 ans  et dix mois pour les Mercury Seven lors de leur sélection en avril 1959. Ils totalisent en moyenne 2 800 heures de vol chacun, dont 1 900 heures sur avions à réaction. C'est 700 heures de vol de moins que le premier groupe, mais 28 heures de plus sur avions à réaction. Leur poids moyen est légèrement plus élevé : 73,3 kg par rapport à 72 kg,. Leur QI moyen est de 132 sur la Wechsler Adult Intelligence Scale. Tous ont un Bachelor of Science (BSc) et trois sont titulaires d'un Master of Science (MSc) en génie aéronautique : Borman du California Institute of Technology, See de l'université de Californie à Los Angeles et White de l'université du Michigan.

## Membres du groupe
| Image                        | Nom complet                      | Arme   | Date et lieu de naissance et de mort                                            | Missions et dates | Performances | Carrière | Références |
| ---------------------------- | -------------------------------- | ------ | ------------------------------------------------------------------------------- | --- | --- | --- | ---------- |
| Portrait de Neil Armstrong.  | Neil Alden Armstrong             | ex-USN | 5 août 1930 Wapakoneta (Ohio) 25 août 2012 Cincinnati (Ohio)                    | Gemini 8 (16 mars 1966) Apollo 11 (16 juillet 1969) | Premier amarrage dans l'espace Premier pas sur la Lune | Armstrong est diplômé de l'université Purdue avec un Bachelor of Science en génie aéronautique en 1955. Il a effectué 78 missions de combat pendant la guerre de Corée en tant qu'aviateur naval, puis est devenu pilote d'essai pour le National Advisory Committee for Aeronautics (NACA, le précurseur de la NASA) au centre de vol à grande vitesse de la base aérienne Edwards où il a piloté l'avion-fusée North American X-15. Il effectue son premier vol spatial en tant que commandant de Gemini 8 en mars 1966, devenant le premier astronaute civil de la NASA à voler dans l'espace. Au cours de cette mission avec le pilote David Scott, il a effectué le premier amarrage de deux engins spatiaux, mais la mission a été interrompue après qu'Armstrong a été contraint d'utiliser une partie de son carburant de contrôle de rentrée pour faire face à un roulis dangereux causé par un propulseur bloqué. Lors de l'entraînement pour son deuxième et dernier vol spatial, en tant que commandant d'Apollo 11, il s'est éjecté du Lunar Landing Research Vehicle quelques instants avant un crash. En juillet 1969, lui et son pilote de module lunaire, Buzz Aldrin, sont devenus les premiers à alunir. Armstrong a été la première personne à marcher sur la surface lunaire et il a passé deux heures et demie à l'extérieur du vaisseau spatial. Il a obtenu un Master of Science en génie aérospatial de l'université de Californie du Sud en 1970. Il a démissionné de la NASA en 1971 et a enseigné le génie aérospatial à l'université de Cincinnati jusqu'en 1979. Il a participé à l'enquête sur l'accident d'Apollo 13 et à la Commission Rogers qui a enquêté sur l'accident de la navette spatiale Challenger. | ,          |
| Portrait de Frank Borman.    | Frank Frederick Borman, Jr.      | USAF   | 14 mars 1928 Gary (Indiana) 7 novembre 2023 Billings (Montana)                  | Gemini 7 (4 décembre 1965) Apollo 8 (21 décembre 1968) | Record de durée dans l'espace (14 jours) Première mission vers la Lune | Borman a obtenu un Bachelor of Science de l'Académie militaire de West Point en 1950. Il a rejoint l'USAF et est devenu pilote de chasse. Il a obtenu une Master of Science en génie aéronautique du California Institute of Technology en 1957. Il a été professeur adjoint de thermodynamique et de mécanique des fluides à West Point de 1957 à 1960. Il est diplômé de l'école des pilotes d'essai de l'United States Air Force avec la classe 60- C, et de l'ARPS avec la classe I. Il a d'abord été sélectionné pour la Gemini 5 avec Virgil Grissom, mais ce dernier a été transféré vers Gemini 3, avec John Young comme pilote. Borman a commandé la mission Gemini 7 en décembre 1965. Lors de cette mission, lui et James Lovell ont passé deux semaines dans l'espace, au cours desquelles ils ont effectué le premier rendez-vous spatial avec Gemini 6A. Après l'incendie d'Apollo 1 de janvier 1967 dans lequel les astronautes Virgil Grissom, Edward White et Roger Chaffee sont morts, il était le représentant des astronautes au comité d'enquête sur les accidents. En décembre 1968, il commande Apollo 8, la première mission circumlunaire avec équipage. Il a pris sa retraite de la NASA et de l'USAF en 1970 et a rejoint Eastern Air Lines, devenant finalement le président du conseil d'administration de l'entreprise en décembre 1976. | ,          |
| Portrait de Charles Conrad.  | Charles « Pete » Conrad, Jr.     | USN    | 2 juin 1930 Philadelphie (Pennsylvanie) 8 juillet 1999 Ojai (Californie)        | Gemini 5 (21 août 1965) Gemini 11 (12 septembre 1966) Apollo 12 (14 novembre 1969) Skylab 2 (11 juin 1973)                                                             | Huit jours dans l'espace Record d'altitude : 1 374 km 2e alunissage, 3e homme sur la Lune Commandement de la première station spatiale américaine                                                                                          | Conrad est diplômé de l'université de Princeton en 1953 avec un Bachelor of Science en génie aéronautique. Il rejoint la marine et devient aviateur naval. En 1958, il est diplômé de l'United States Naval Test Pilot School de la base aéronavale de Patuxent River dans le Maryland, dans la classe 20. Il a établi un record d'endurance spatiale de huit jours avec son pilote de commandement, l'astronaute Gordon Cooper, sur son premier vol spatial, la mission Gemini 5 en août 1965. L'année suivante, il commanda la mission Gemini 11, au cours de laquelle lui et le pilote Richard Gordon (dit Dick Gordon) établirent un record d'altitude de 1 370 km. Il est devenu la troisième personne à marcher sur la Lune en tant que commandant d'Apollo 12 en 1969 après avoir posé le module lunaire Intrepid dans l'océan des Tempêtes. Lui et le pilote Alan Bean ont effectué deux marches lunaires, récupérant des composants de la sonde Surveyor 3 qui y avait atterri deux ans auparavant. En 1973, il a commandé Skylab 2, la première mission de la station spatiale Skylab avec équipage, et a passé 28 jours de plus dans l'espace. Au cours de cette mission, lui et ses coéquipiers ont réparé d'importants dégâts à la station spatiale. Il a pris sa retraite de la NASA et de la Marine en 1973. | ,          |
| Portrait de James Lovell.    | James Arthur « Jim » Lovell, Jr. | USN    | 25 mars 1928 Cleveland (Ohio) 7 août 2025 Lake Forest (Illinois)                | Gemini 7 (4 décembre 1965) Gemini 12 (11 novembre 1966) Apollo 8 (21 décembre 1968) Apollo 13 (11 avril 1970)                                                          | Record de durée dans l'espace (14 jours) Dernier vol Gemini Première mission vers la Lune Echec du 3e alunissage | Lovell a obtenu un Bachelor of Science de l'Académie navale d'Annapolis dans le Maryland avec la promotion de 1952 et est devenu aviateur naval. En 1958, il est diplômé de l'United States Naval Test Pilot School avec la classe 20. Il a volé en tant que pilote de la mission Gemini 7 en décembre 1965 au cours de laquelle lui et Frank Borman ont passé deux semaines dans l'espace et ont mené le premier rendez-vous spatial avec Gemini 6A. En novembre 1966, il commande la mission Gemini 12 avec Buzz Aldrin comme pilote. Il était le pilote du module de commande de la mission Apollo 8 en décembre 1968, au cours de laquelle lui, Frank Borman et William Anders (dit Bill Anders) ont mené la première mission circumlunaire en équipage. En avril 1970, il est devenu la première personne à voler quatre fois dans l'espace et le premier à voyager deux fois vers la Lune, lorsqu'il a commandé la malheureuse mission Apollo 13. Il a démissionné de la NASA et de la Marine le 1er mars 1973. | ,          |
| Portrait de James McDivitt.  | James Alton « Jim » McDivitt     | USAF   | 10 juin 1929 Chicago (Illinois) 13 octobre 2022 Tucson (Arizona)                | Gemini 4 (3 juin 1965) Apollo 9 (3 mars 1969) | Quatre jours dans l'espace Premier test du module lunaire | McDivitt a rejoint l'USAF en 1951 et a effectué 145 missions de combat pendant la guerre de Corée. Il a obtenu un Bachelor of Science en génie aéronautique de l'université du Michigan, obtenant le premier diplôme de la classe en 1959. Cette année-là, il est également diplômé de l'école des pilotes d'essai de l'United States Air Force avec la classe 59-C, et il est diplômé de l'ARPS avec la classe I en 1960. Il a commandé la mission Gemini 4, au cours de laquelle Edward White a effectué la première sortie extravéhiculaire américaine. Il a été le premier astronaute à commander dès sa première mission spatiale. En mars 1969, il a commandé le vol Apollo 9, qui était le premier essai en vol en équipage du module lunaire et de l'ensemble complet du matériel de vol Apollo. Il est ensuite devenu directeur des opérations d'atterrissage lunaire et a été directeur de programme à la NASA de 1969 à 1972. En février 1972, il a été promu au grade de général de brigade, devenant le premier astronaute à atteindre ce grade. Il a pris sa retraite de la NASA et de l'USAF plus tard cette année-là pour poursuivre une carrière dans l'industrie aéronautique et est devenu vice-président senior de Rockwell International. | ,          |
| Portrait d'Elliot See.       | Elliot McKay See, Jr.            | ex-USN | 23 juillet 1927 Dallas (Texas) 28 février 1966 Saint-Louis (Missouri)           | Aucune | Aucune | See est diplômé de l'Académie de la marine marchande des États-Unis en 1949 avec un Bachelor of Science en génie maritime et une commission dans la réserve navale des États-Unis. Cette année-là, il rejoint General Electric. Il a servi en service actif dans la marine américaine de 1953 à 1956, puis a rejoint de nouveau General Electric, devenant pilote d'essai. Il a obtenu un Master of Science en génie aéronautique de l'université de Californie à Los Angeles en 1962. See a été choisi comme pilote et commandant de Gemini 9, mais est mort dans un accident d'avion moins de quatre mois avant le lancement. Il n'a donc jamais volé dans l'espace. | ,          |
| Portrait de Thomas Stafford. | Thomas Patten « Tom » Stafford   | USAF   | 17 septembre 1930 Weatherford (Oklahoma) 18 mars 2024 Satellite Beach (Floride) | Gemini 6 (4 décembre 1965) Gemini 9 (3 juin 1966) Apollo 10 (18 mai 1969) Apollo-Soyouz (15 juillet 1975)                                                              | Premier rendez-vous spatial Rendez-vous sans amarrage Frôle la Lune à 15 km Premier vol avec les Soviétiques | Stafford a obtenu un Bachelor of Science de l'Académie navale d'Annapolis dans le Maryland avec la promotion de 1952 et a rejoint l'USAF. Il est diplômé de l'école des pilotes d'essai de l'United States Air Force avec la classe 58-C. Il a effectué son premier vol spatial en décembre 1965 en tant que pilote de Gemini 6A, qui réalise alors le premier rendez-vous spatial, avec Gemini 7. En juin de l'année suivante, il a commandé Gemini 9A. En 1969, Stafford était le commandant d'Apollo 10, la deuxième mission avec équipage en orbite autour de la Lune et la première à piloter un module lunaire en orbite lunaire, descendant jusqu'à une altitude de 14 km au-dessus de sa surface. À son retour sur Terre, le vaisseau spatial d'Apollo 10 a atteint une vitesse de 39 897 km/h, établissant le record de la vitesse la plus rapide atteinte par les êtres humains. En 1975, Stafford était le commandant de la mission Apollo-Soyouz (ASTP), la première mission spatiale conjointe américano-soviétique. Il était général de brigade au moment de la mission, devenant le premier officier général à voler dans l'espace, ainsi que le premier membre de sa promotion de l'Académie navale à avoir les première, deuxième et troisième étoiles d'un officier général. Il a pris sa retraite de l'USAF en 1979. | ,          |
| Portrait de Edward White.    | Edward Higgins « Ed » White II   | USAF   | 14 novembre 1930 San Antonio (Texas) 27 janvier 1967 Cap Canaveral (Floride)    | Gemini 4 (3 juin 1965) | Première sortie extravéhiculaire américaine | White a obtenu un Bachelor of Science de l'Académie militaire de West Point avec la promotion de 1952. Il a rejoint l'USAF et est devenu pilote de chasse. Il a obtenu un Master of Science en génie aéronautique de l'université du Michigan en 1959. Il est diplômé de l'école des pilotes d'essai de l'United States Air Force avec la classe 59-C. En juin 1965, il vole sur Gemini 4 en tant que pilote, au cours duquel il effectue la première sortie extravéhiculaire américaine. Il a été sélectionné comme pilote principal d'Apollo 1, le vol inaugural du vaisseau spatial Apollo. White a été tué dans l'incendie du test de la rampe de lancement en janvier 1967, un mois avant le décollage prévu avec deux autres astronautes : Virgil Grissom et Roger B. Chaffee. | ,          |
| Portrait de John Young.      | John Watts Young                 | USN    | 24 septembre 1930 San Francisco (Californie) 5 janvier 2018 Seabrook (Texas)    | Gemini 3 (23 mars 1965) Gemini 10 (18 juillet 1966) Apollo 10 (18 mai 1969) Apollo 16 (16 avril 1972) STS-1 Columbia (10 avril 1981) STS-9 Columbia (28 novembre 1983) | Premier vol Gemini habité Amarrage avec deux fusées Agena Répétition du premier alunissage 5e alunissage, 9e homme sur la Lune Commandement de la première navette spatiale 6e vol dans l'espace par la même personne (record, à l'époque) | Young est diplômé du Georgia Institute of Technology avec un Bachelor of Science en génie aéronautique en 1952 et a rejoint la marine. Il a établi des records mondiaux de temps de montée pour 3 000 mètres et 25 000 mètres. Sa première mission spatiale était en tant que pilote de Gemini 3, la première mission du programme Gemini avec équipage, en mars 1965. Il a ensuite commandé Gemini 10 en juillet 1966. En mai 1969, il était pilote du module de commande d'Apollo 10, la « répétition générale » pour l'alunissage d'Apollo 11. Sur le chemin du retour vers la Terre, l'équipage d'Apollo 10 a atteint une vitesse de 39 897 km/h, la vitesse la plus élevée atteinte par un véhicule avec équipage. Il est retourné sur la Lune en avril 1972 en tant que commandant d'Apollo 16, le cinquième atterrissage lunaire en équipage, devenant la neuvième personne à marcher sur la Lune et la deuxième à y voler deux fois. Il a été chef du Bureau des astronautes de 1974 à 1987. En avril 1981, il a commandé la mission STS-1, le vol inaugural de la navette spatiale Columbia. Lorsqu'il a commandé STS-9, la première mission du programme Spacelab, en novembre 1983, il est devenu la première personne à voyager six fois dans l'espace. | ,          |

## Intégration

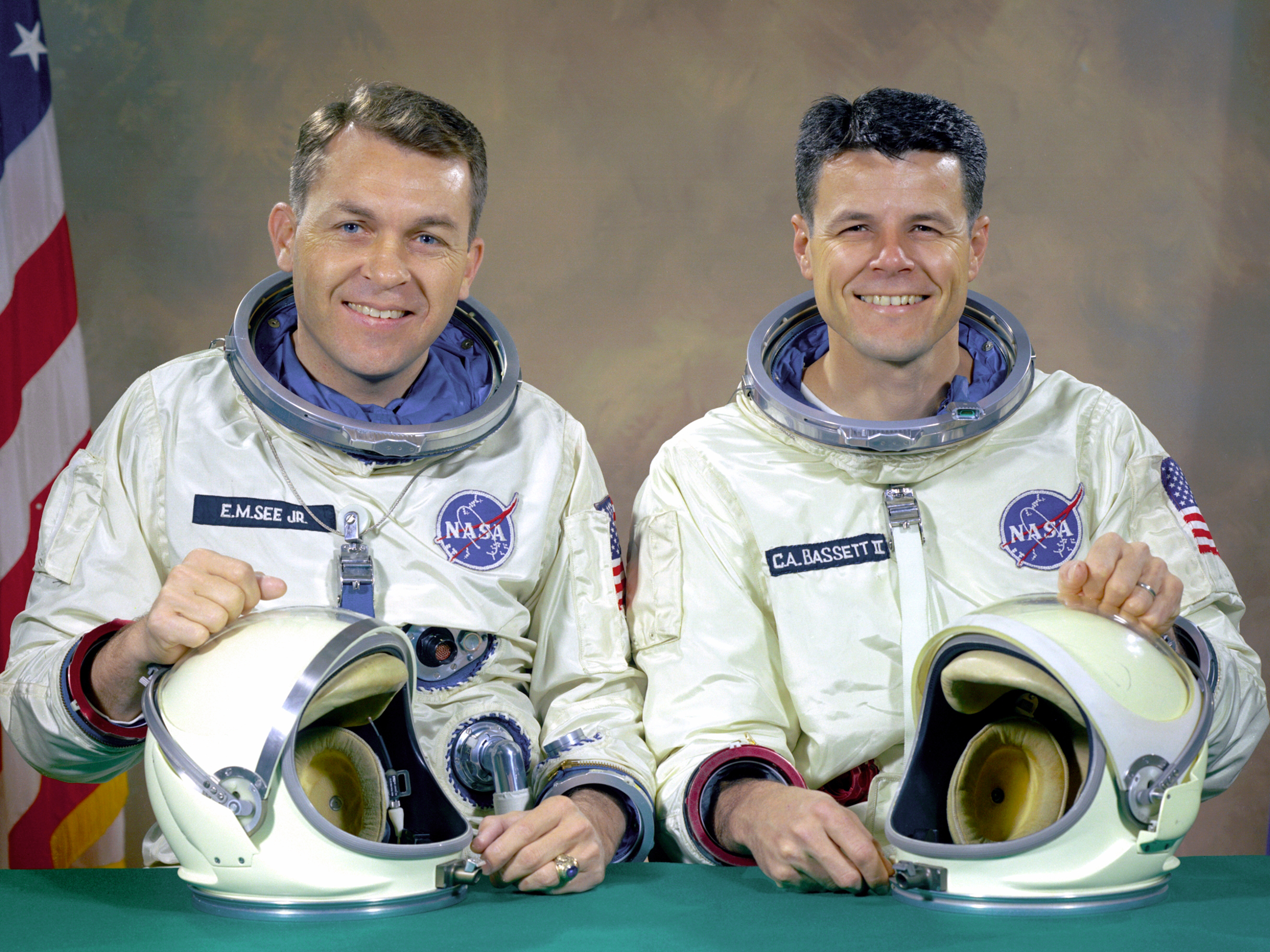
Les astronautes Elliot See (gauche) du groupe d'astronautes 2 et Charles Bassett (droite) du groupe d'astronautes 3, équipage principal prévu de la mission Gemini 9, dans une photographie prise en 1966, c'est-à-dire un mois avant leur mort dans un accident d'avion.

Les nouveaux astronautes deviennent connus sous le nom de Next Nine (« Prochain neuf ») ou de New Nine  (« Nouveau neuf »). Ils déménagent dans la région de Houston en octobre 1962. La plupart d'entre eux achètent des terrains et construisent des maisons à Nassau Bay, une ville nouvelle à l'est du Manned Spacecraft Center (MSC, futur centre spatial Lyndon B. Johnson). Conrad et Lovell construisent eux des maisons à Timber Cove (Clear Lake City), une autre ville nouvelle au sud du MSC. Les promoteurs de Timber Cove et de Nassau Bay offrent en effet aux astronautes des prêts hypothécaires avec de petits acomptes et de faibles taux d'intérêt. Le complexe du MSC n'est pas encore terminé, alors la NASA loue temporairement des bureaux à Houston. L'épouse de Slayton, Marge, et l'épouse de Borman, Susan, organisent un club « d'épouses d'astronautes » (Astronauts' Wives Club) sur le modèle des clubs « d'épouses d'officiers » qui sont courants sur les bases militaires. Comme Slayton est responsable des activités des astronautes, Marge est considérée comme l'équivalent de la femme du commandant,. Les neuf nouveaux astronautes sont invités régulièrement aux fêtes de la société de Houston, comme celles lancées par la mondaine Joanne Herring, et leurs épouses reçoivent des chèques-cadeaux Neiman Marcus de 1 000 $ (équivalent à 10 000 $ en 2022) d'un donneur anonyme.
Un avocat, Henry Batten, accepte de négocier sans frais un accord avec Field Enterprises (en) pour pouvoir éditer leurs histoires personnelles, sur le modèle de l'accord du magazine Life dont bénéficient les Mercury Seven. Comme pour l'accord avec Life, il y a une certaine inquiétude quant à la convenance des astronautes à tirer profit de la renommée créée par le gouvernement, mais l'astronaute des Mercury Seven John Glenn intervient et soulève personnellement la question avec Kennedy qui approuve l'accord. Les accords rapportent à chacun des astronautes des Next Nine 16 250 $ (équivalent à 157 000 $ en 2022) par an au cours des quatre prochaines années et leur fournient des polices d'assurance-vie de 100 000 $ (équivalent à 967 000 $ en 2022). En raison de la nature périlleuse du travail d'un astronaute, les compagnies d'assurance leur auraient facturé des primes inabordables.

## Entraînement

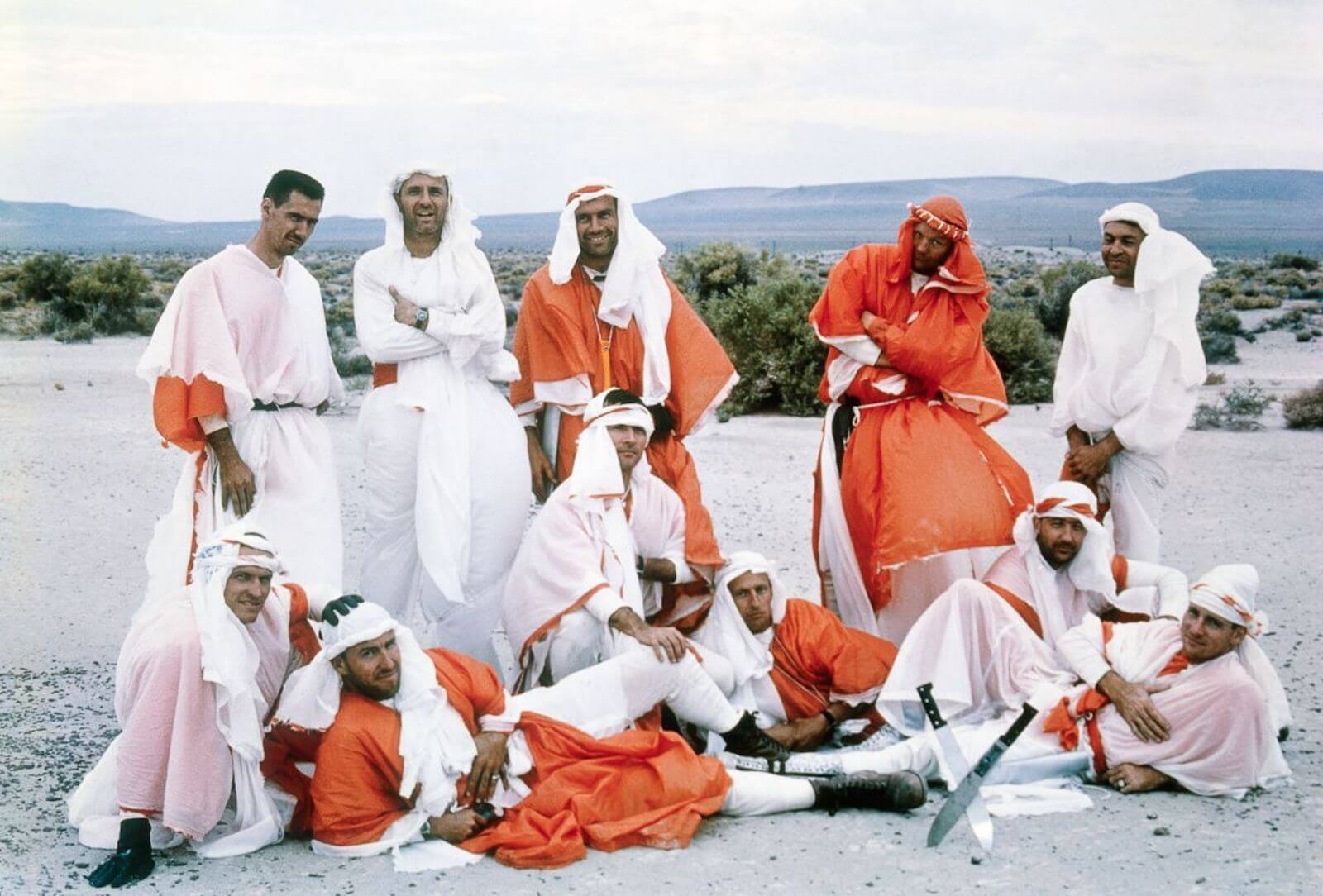
Les Next Nine lors d'un entraînement de survie dans le désert au Nevada en août 1963. Au premier rang, de gauche à droite : Borman, Lovell, Young, Conrad, McDivitt, White. Derrière eux, de gauche à droite : Raymond Zedehar, Stafford, Slayton, Armstrong et See.

La formation des astronautes est supervisée par Raymond Zedehar, qui dépend de Warren J. North, le directeur des opérations de l'équipage de conduite au MSC. Au départ, chacun des astronautes  reçoit quatre mois d'enseignement en classe sur des sujets tels que la propulsion des engins spatiaux, la mécanique orbitale, l'astronomie, l'informatique et la médecine spatiale. Les cours durent six heures par jour, deux jours par semaine. Il y a aussi une familiarisation avec le vaisseau spatial Gemini, les fusées Titan II et Atlas, et le véhicule Agena. Une fois la formation en classe terminée, il y a une série de séminaires sur les sciences spatiales. Le manque de formation scientifique des astronautes est reconnu mais avec l'espoir que cela amène leurs connaissances à un niveau suffisant pour pouvoir communiquer avec les scientifiques. Le premier est réalisé par Homer E. Newell Jr., directeur des sciences spatiales de la NASA. Des séminaires ultérieurs couvrent des sujets tels que les programmes du North American X-15 et du Boeing X-20 Dyna-Soar de l'USAF et le développement de moteurs de fusées à propulsion nucléaire thermique. Le géologue Eugene M. Shoemaker élabore un plan de formation pour enseigner aux astronautes les bases de la sélénologie, la géologie de la Lune. En janvier 1963, ils se rendent à Flagstaff, en Arizona, où ils étudient le Meteor Crater et les coulées de lave, et observèrent la Lune à travers le télescope de l'observatoire Lowell,.
Lors de l'entraînement en apesanteur à la base aérienne Wright-Patterson dans l'Ohio le 20 mai 1963, chacun des astronautes des Next Nine effectuent deux vols dans un avion à gravité réduite, un avion Boeing KC-135 Stratotanker modifié. Chaque vol fait vingt paraboles qui leur donnent entre 20 et 30 secondes d'apesanteur. Une formation à la survie dans la jungle est dispensée aux seize astronautes des Mercury Seven et des Next Nine à l'USAF Tropic Survival School à la base aérienne Albrook au Panama en juin. C'est la première fois que les deux groupes s'entraînent ensemble. Cela est suivi en août par un entraînement de survie dans le désert à la base aérienne Stead (futur aéroport Reno Stead) au Nevada et des exercices sur le terrain à Carson Sink. Chaque astronaute doit survivre avec quatre litres d'eau et la nourriture contenue dans son sac de survie. En septembre, tous les seize reçoivent des instructions sur les atterrissages en parachute sur terre et sur l'eau, mais seuls les Next Nine assistent à la deuxième phase du programme : une formation à la survie en eau sur le Dilbert Dunker à l'école de marine de la base aéronavale de Pensacola en Floride et dans la baie de Galveston.
À la suite du précédent établi par les Mercury Seven, chacun des Next Nine se voit attribuer un domaine spécial dans lequel développer une expertise pouvant être partagée avec les autres et contribué au travail des concepteurs et des ingénieurs. Armstrong est responsable des entraîneurs et des simulateurs ; Borman pour les boosters avec une responsabilité particulière pour les systèmes d'abandon ; Conrad pour l'aménagement du poste de pilotage, les commandes du pilote et l'intégration des systèmes ; Lovell pour les systèmes de récupération, les para dont les parachutes, le parapente et le module lunaire ; McDivitt pour les systèmes de guidage et de navigation ; See pour les systèmes électriques et la coordination de la planification de la mission ; Stafford pour les systèmes de communication, le contrôle de mission et le réseau de soutien au sol ; White pour les systèmes de contrôle de vol et Young pour les systèmes de contrôle environnemental, l'équipement de survie, l'équipement personnel et les combinaisons spatiales,.

## Postérité

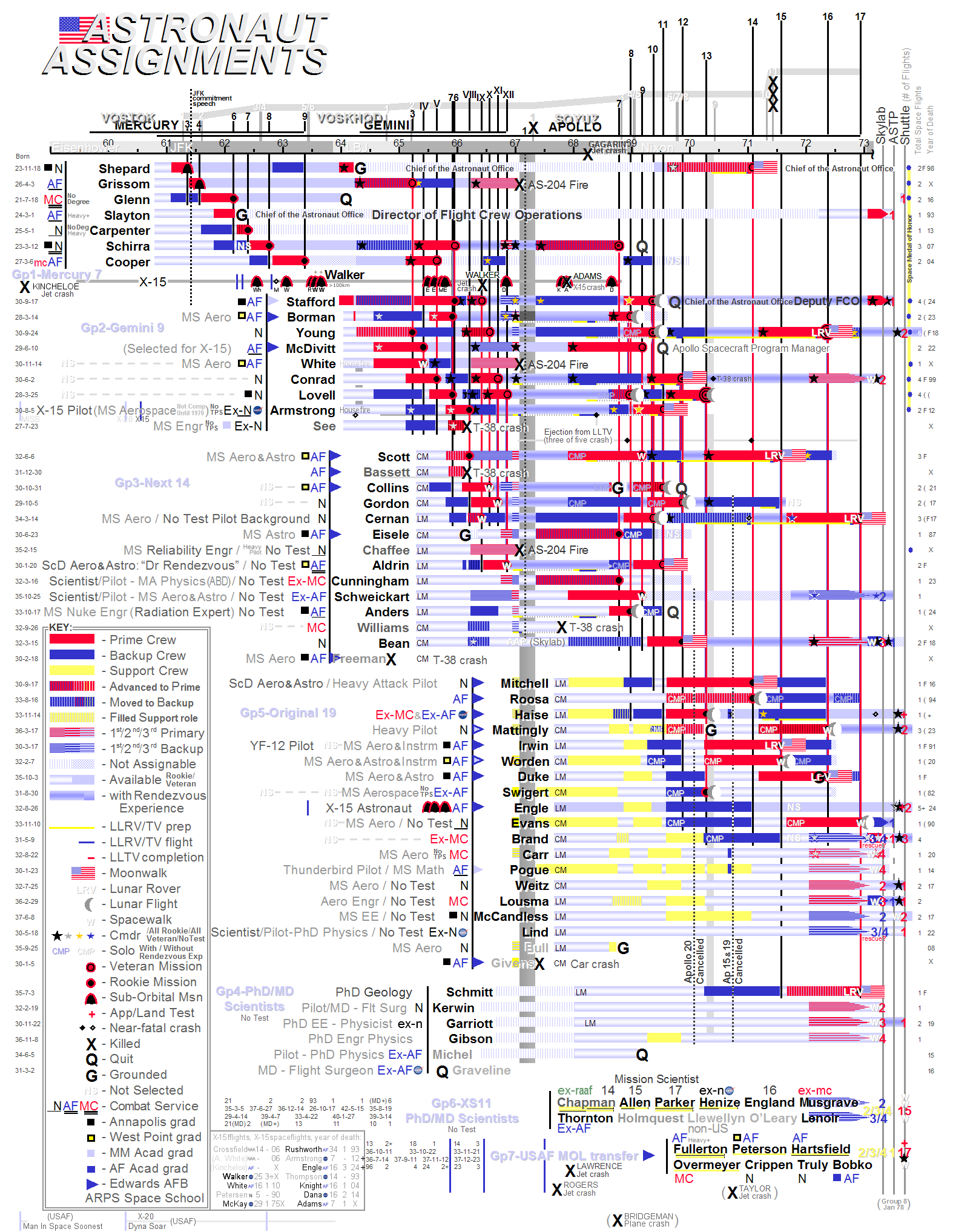
Tableau indiquant les affectations du groupe 2 aux programmes Mercury, Gemini et Apollo, en relation avec les missions du groupe antérieur 1 et des groupes ultérieurs 3, 4, 5, 6 et 7.

Michael Collins du groupe d'astronautes 3 écrit dans son autobiographie qu'à son avis « ce groupe de neuf était le meilleur que la NASA ait jamais choisi, meilleur que les sept qui l'ont précédé, ou les quatorze, cinq, dix-neuf, onze et sept qui ont suivi ». Donald Slayton, lui, du groupe d'astronautes 1, les considère comme « probablement le meilleur groupe polyvalent jamais constitué ». En examinant le calendrier provisoire des missions Apollo, Slayton calcule que jusqu'à quatorze équipages de trois personnes peuvent être nécessaires, mais les seize astronautes (des groupes 1 et 2) ne peuvent en remplir que cinq. Bien qu'il considère le calendrier comme optimiste, il ne souhaite pas de pénurie d'astronautes avec un impact négatif sur le calendrier et il propose donc un autre cycle de recrutement. Le 5 juin 1963, la NASA annonce qu'elle cherche encore dix à quinze nouveaux astronautes.
Les Next Nine poursuivent d'illustres carrières en tant qu'astronautes. Hormis See et White, qui ont été tués respectivement dans un accident de T-38 en 1966 et dans l'incendie d'Apollo 1 en 1967, tous commandent ensuite des missions Gemini et Apollo. Six des neuf volent vers la Lune — Lovell et Young deux fois — et Armstrong, Conrad et Young marchent également dessus. Sept des neuf reçoivent la Congressional Space Medal of Honor pour leur service, leur bravoure et leur sacrifice :
- Armstrong, pour avoir commandé la mission Apollo 11, le premier alunissage[72] ;
- Borman, pour avoir commandé la mission Apollo 8, la première mission avec équipage qui a survolée la Lune[72] ;
- Conrad, pour avoir commandé la mission Skylab 2 et sauvé la station endommagée[73] ;
- Lovell, pour avoir commandé l'infortunée mission Apollo 13[74] ;
- Stafford, pour avoir commandé la mission de coopération américano-soviétique Apollo-Soyouz pendant la guerre froide[75] ;
- White, à titre posthume, mort dans l'incendie d'Apollo 1[76] ;
- et Young, pour avoir commandé la première mission de la navette spatiale américaine STS-1[77].